# Flisa
För andra betydelser, se Flisa (olika betydelser).

Höghastighetsfotografi på en liten projektil som träffar en tunn aluminiumplåt vid 7000 m/s. Konsekvensen gör att projektilen sönderdelas samtidigt som ett stort antal små fragment från aluminiumet genereras. I det här fallet penetreras plattan, men flisning kan inträffa utan penetrering.

En flisa är en mindre del av ett material som bryts loss från en större solid kropp och kan framställas genom en mängd olika mekanismer. Flisor kan bland annat skapas som en följd av att kroppen träffas av en projektil, utsätts för korrosion, vittring, kavitation, eller överdrivet rullande tryck (såsom i ett kullager).

## Orsaker
Det finns i huvudsak tre olika händelser som leder till flisning av ett material. Dessa är mekanisk påverkan, väderpåverkan och korrosion.

### Mekanisk flisning
Mekanisk flisning sker vid höga spänningspunkter där två föremål har kontakt, exempelvis i ett kullager. Flisning uppkommer då istället för tryckskador, där den maximala skjuvspänningen inte inträffar vid ytan, men istället strax under, där flisan skjuvas av.